# Autostrada AP-8 (Hiszpania)
Autostrada AP-8 (hiszp. Autopista AP-8), także Autopista del Cantábrico (Autostrada Kantabryjska) – autostrada w Hiszpanii przebiegająca przez teren wspólnoty autonomicznej Kraj Basków.
Autostrada rozpoczyna się w Bilbao i biegnie przez San Sebastián do granicy z Francją w Irun, gdzie łączy się z autostradą A63, które biegnie do Bordeaux. Pozostała część drogi z Bilbao do Begonte jest oznaczona jako droga ekspresowa A-8.